# Callistoctopus ornatus
Espèce
Synonymes
- Callistoctopus arakawai Taki, 1964[2]
- Octopus (Octopus) ornatus Gould, 1852[2]
- Polypus ornatus Berry, 1909[2]
- Callistoctopus arakawai Taki, 1964[3]
- Octopus ornatus Gould, 1852[3]

Callistoctopus ornatus est une espèce d'octopodes de la famille des Octopodidae.

## Habitat et répartition
Cette espèce est présente dans les eaux du sud de l'océan Pacifique.